# Drassinella sonoma
Drassinella sonoma is een spinnensoort uit de familie van de bodemzakspinnen (Liocranidae).
De wetenschappelijke naam van de soort werd in 1989 gepubliceerd door Norman Ira Platnick en Darrell Ubick.